# Otto von Derenthal
Otto von Derenthal (5 tháng 10 năm 1831 ở Bütow tại Hinterpommern – 8 tháng 12 năm 1910 tại Weimar) là một sĩ quan quân đội Phổ, đã làm đến cấp Thượng tướng Bộ binh. Ông từng tham gia trong cuộc Chiến tranh Áo-Phổ năm 1866 và cuộc Chiến tranh Pháp-Đức vào các năm 1870 – 1871.

## Tiểu sử
Otto là con trai của cựu Thiếu tá Phổ Jürgen August Karl Elias Albert von Derenthal (27 tháng 6 năm 1795 tại Bütow, Pommern – 18 tháng 10 năm 1881 tại Berlin) và người vợ của ông này là Luise, tên khai sinh là von der Marwitz (26 tháng 11 năm 1809 tại Woitsick – 5 tháng 1 năm 1895). Gia đình ông có nguồn gốc là quý tộc vùng Westfalen.
Sau khi học xong các trường trung học Friedrich-Wilhelms và Joachimthalschens ở Berlin, vào ngày 4 tháng 2 năm 1851, ông gia nhập Trung đoàn Bộ binh Cận vệ số 1 với tư cách là một lính bắn súng hỏa mai (Füsilier) trong Trung đoàn Bộ binh Cận vệ số 1. Vào ngày 31 tháng 5, ông lên cấp Hạ sĩ và vào ngày 14 tháng 10 năm 1861, ông được bổ nhiệm làm chuẩn úy của trung đoàn (Fähnrich). Vào ngày 14 tháng 12 năm 1852, ông được phong quân hàm Thiếu úy, và từ ngày 8 tháng 8 năm 1856 ông là sĩ quan phụ tá trong Tiểu đoàn Bắn súng hỏa mai.
Vào năm 1866, ông tham chiến trong Chiến tranh Áo-Phổ và tiếp theo đó, ông tham gia cuộc Chiến tranh Pháp-Đức (1870 – 1871). Vào ngày 28 tháng 10 năm 1875, ông được thăng quân hàm Thượng tá và giao quyền chỉ đạo (Führung) Trung đoàn Bộ binh Cận vệ số 1, và vào ngày 20 tháng 9 năm 1876 ông được thụ phong Tư lệnh (Kommandeur) của trung đoàn đồng thời lên quân hàm Đại tá. Trong khi vẫn giữ cương vị này, ông được ủy nhiệm làm phụ tá của Đức hoàng (Kaiser) Wilhelm I vào ngày 22 tháng 3 năm 1881. Vào ngày 23 tháng 11 năm 1882, ông thôi chức chỉ huy Trung đoàn. Ông được giao quyền chỉ huy Lữ đoàn Bộ binh số 2. Vào năm 1885, ông được cử làm trấn thủ tại kinh thành Berlin và vào ngày 15 tháng 3 năm 1890, ông về hưu với quân hàm danh dự Thượng tướng Bộ binh.
Vào ngày 30 tháng 5 năm 1900, Otto von Derenthal, một Hiệp sĩ Công lý ( Rechtsritter) của Huân chương Thánh Johann, đã được cho phép mặt quân phục của Trung đoàn Bộ binh Cận vệ số 1. 10 năm sau, ông từ trần tại Weimar.